# Kościół ewangelicko-augsburski w Mińsku
Kościół ewangelicko-augsburski w Mińsku (biał. Лютэранская кірха) — jeden z dwóch kościołów luterańskich w Mińsku, znajdujący się przy ul. Zacharzewskiej (obecnie prospekt Niepodległości). Zbudowany w 1846, zniszczony po II wojnie światowej. Stał mniej więcej w tym miejscu, w którym dziś znajduje się budynek z wejściem na stację metra „Październikowy” i restauracją „Patio Pizza”.

## Historia
Kościół wzniesiono dla potrzeb mińskich ewangelików augsburskich w 1846 na miejscu starej, drewnianej świątyni przy ówczesnej ulicy Zacharzewskiej na Nowym Mieście. Nowy, murowy obiekt o znacznych rozmiarach zaprojektowano w stylu klasycyzmu na planie prostokąta – kościół wieńczyła wieża-dzwonnica w kształcie rotundy zbudowana z ośmiu kolumn toskańskich i nakryta niewielką kopułką. Obok świątyni znajdował się dwupiętrowy budynek należący do mińskiego pastora.
W latach 30. XX wieku władze radzieckie zlikwidowały wspólnotę luterańską, a kościół zamknęły i przerobiły na pierwsze w Białoruskiej SRR dziecięce kino dźwiękowe „Nawiny dnia”.
Budynek został uszkodzony w czasie II wojny światowej, a następnie ostatecznie rozebrany.